# Заслуженный профессор Московского университета
Заслуженный профессор Императорского Московского университета — почётное звание Императорского Московского университета в 1804—1918 годах.
Почётное звание «Заслуженный профессор», введённое императорской Утвердительной грамотой, с 1804 года присваивалось профессорам Императорского Московского университета за 25 лет беспорочной службы с назначением пенсии в размере годового оклада. С 1835 года учёный, выслуживший звание заслуженного профессора, увольнялся из университета, а его кафедра объявлялась вакантной. Заслуженный профессор имел право повторно баллотироваться по кафедре на срок ещё до пяти лет, но по окончании срока вторичного избрания мог продолжить преподавание только с разрешения министра народного просвещения при отсутствии надлежащей замены среди более молодых учёных университета. Заслуженный профессор имел также право участвовать во всех факультетских и общеуниверситетских собраниях.
Звание заслуженного профессора в случае увольнения из университета давало право на пенсию, равную годовому жалованию. Пенсии выдавались также вдовам профессоров, а также их детям-сиротам до достижения совершеннолетия.
Звание было отменено в 1918 году.